# (94400) Hongdaeyong
(94400) Hongdaeyong (2001 SG267) – planetoida z pasa głównego asteroid okrążająca Słońce w ciągu 3,25 lat w średniej odległości 2,19 j.a. Odkryta 25 września 2001 roku.